# França no Festival Eurovisão da Canção 2010
A França tornou-se como país confirmado para o  Festival Eurovisão da Canção 2010, através da de uma notícia num jornal, que afirmava a representação do país com um antigo representante.

## Selecção
Para seleccionar o seu representante, a França voltará a eleger internamente este mesmo. A única informação avançada, é que o representante de 2010, será um artista que já representou a França no passado, não tendo sido avançados quaisquer nomes.